# 索氏孔雀鯛
索氏孔雀鯛，為輻鰭魚綱鱸形目隆頭魚亞目慈鯛科的其中一種，分布於非洲馬拉威湖流域，為特有種，體長可達9.2公分，棲息在水深7至40公尺水域，可做為觀賞魚。